# Lago Llanganuce
O Lago Llanganuce é um dos lagos do Peru.